# Tabanus diversifrons
Tabanus diversifrons är en tvåvingeart som beskrevs av Ricardo 1911. Tabanus diversifrons ingår i släktet Tabanus och familjen bromsar. Inga underarter finns listade i Catalogue of Life.